# Fernando Nobre
Fernando José de La Vieter Ribeiro Nobre GOM • CvNSC (Angola Portuguesa, Luanda, 16 de dezembro de 1951) é um médico, ativista, professor universitário e político português.

## Biografia
Fernando Nobre nasceu em Luanda, filho de José Alves Ribeiro Nobre (1925-1986) e de sua mulher, Maria Alice de La Vieter. Tem duas irmãs, Leonor e Beatriz, e dois irmãos, José Luís e Carlos. O seu pai, um industrial, filho de João Pereira Ribeiro Nobre e de sua mulher, Beatriz Pereira Alves, originários da Beira, sempre lhe disse que "a política é uma porcaria", o que teve influência nas posições de Fernando Nobre. A sua mãe era filha de Cipriano Jeremias e de sua mulher, Catarina de La Vieter, que possuía ascendência franco-belga e cabindense.
Viveu em Angola até 1964, e no Congo Belga, até 1967. Nesse ano mudou-se para a Bélgica, onde se licenciou e doutorou em Medicina como especialista em Cirurgia Geral e em Urologia, na Universidade Livre de Bruxelas. Iniciou a sua vida profissional no Serviço de Cirurgia Geral e Urologia do Hospital Universitário de Bruxelas, tendo lecionado, como assistente, as disciplinas de Anatomia e Embriologia. Foi, ainda, na Bélgica que conheceu e se casou com a sua primeira mulher Danièle Focquet (10 de Outubro de 1951), filha de Jean Louis Focquet (Bourg Léopold, 30 de Julho de 1924) e de sua mulher Pauline Marie Georgette Louise Audet (Quebec, 3 de Abril de 1927), de quem tem um filho Alexandre Focquet de La Vieter Nobre (2 de Junho de 1980) e uma filha Isabel Focquet de La Vieter Nobre (10 de Maio de 1982).
Também na Bélgica, iniciou a sua colaboração com os Médicos sem Fronteiras, cuja secção belga ajudou a fundar, em 1980 e 1981, e de que foi membro e administrador. Surgiu numa reportagem do L'Express, que cobria uma missão humanitária na fronteira do Darfur com o Chade, e foi divulgado em Portugal por José Manuel Barata Feyo, tendo sido convidado a regressar a Portugal pelo então ministro da Saúde, António Maldonado Gonelha. Regressado a Portugal, instalou-se em Portimão, onde abriu consultório, e ajudou a criar o Hospital Particular do Algarve. Em 1984, juntamente com a irmã, Leonor Nobre, funcionária da Companhia de Seguros Bonança, fundou a Assistência Médica Internacional, organização não-governamental, de que é presidente. Através da AMI participou como cirurgião em mais de duzentas e cinquenta missões de estudo, coordenação e assistência humanitária em cerca de setenta países. É professor catedrático convidado da Faculdade de Medicina da Universidade de Lisboa, e noutras universidades privadas.
Integra o Conselho Geral da Universidade de Lisboa, é presidente da Assembleia-Geral do Instituto da Democracia Portuguesa, vogal do Conselho Fiscal do Centro de Apoio a Vítimas de Tortura, membro da Sociedade de Geografia de Lisboa e da Comissão de Honra de Homenagem a João XXI.
Casou segunda vez em Lisboa com Maria Luísa Ferreira da Silva Nemésio (Coimbra, Santa Cruz, 21 de Fevereiro de 1959), neta paterna do escritor Vitorino Nemésio, diplomada com o curso superior de línguas e administração da Escola Llar de Barcelona, secretária de direcção, tradutora e administradora da AMI, de quem tem duas filhas, Leonor Nemésio de La Vieter Nobre (Lisboa, São Sebastião da Pedreira, 9 de Janeiro de 1993) e Gabriela Nemésio de La Vieter Nobre (Lisboa, São Domingos de Benfica, 7 de Novembro de 1996).
Fernando Nobre chegou ao 25.º lugar da lista de Os Grandes Portugueses, programa da RTP1 transmitido em 2006-2007.
É Presidente Honorário do MIL: Movimento Internacional Lusófono.

## Actividade política
Em 1992, inscreveu-se como apoiante da Causa Monárquica, embora tenha revelado nunca ter procedido ao pagamento de quotas.
Em 2002 apoiou a candidatura de Durão Barroso às eleições legislativas portuguesas de 2002, por confiança pessoal no candidato e crença na necessidade de mudança de ciclo em relação ao período Guterrista, falando mesmo na Convenção do PSD desse ano. Disse depois depois arrepender-se desse apoio por ter sido decepcionado pela sua prestação como Primeiro-Ministro e saída do cargo para presidir à Comissão Europeia.
Em 2006 foi membro da Comissão Política da candidatura de Mário Soares às eleições presidenciais portuguesas de 2006.
Em 2009 foi mandatário nacional do Bloco de Esquerda, nas eleições parlamentares europeias de 2009, e membro da Comissão de Honra da candidatura de António Capucho, pelo PSD, à Câmara Municipal Cascais, em 2009.
Em 2010 apresentou-se como candidato para as Eleições presidenciais portuguesas de 2011. Sem apoios partidários, alcançaria um resultado de cerca de 14%.
Em 2011, a convite do líder do PSD, Pedro Passos Coelho, aceita ser cabeça da lista por Lisboa para as eleições legislativas portuguesas de 2011, e marcadas para dia 5 de Junho de 2011. A página de Facebook de Fernando Nobre foi inundada de comentários a criticar esta decisão, alegando inconsistências com uma declaração anterior, na qual afirmava: "excluí a minha participação política, nem como independente, no âmbito dos partidos existentes, nem em actuais ou futuros governos partidários".
Em 13 de Abril de 2011, Nobre declarou que se não tivesse a maioria absoluta dos votos dos deputados para ser eleito presidente da Assembleia da República então iria renunciar ao mandato de deputado e ao lugar na bancada do PSD. O ex-director da campanha para as eleições presidenciais, Artur Pereira, afirmou que Fernando Nobre tinha sido convidado também pelo PS para integrar a lista de candidatos do partido às eleições legislativas. Essa proposta entretanto foi recusada a favor de uma proposta concorrente do PSD, por lhe terem garantido a proposta para presidente da Assembleia da República caso o partido vencesse as eleições.
Em 20 de Junho de 2011, ao ver a sua candidatura ao cargo de Presidente da Assembleia da República ser rejeitada à segunda volta da eleição, Fernando Nobre anunciou a retirada da mesma e disse ser de sua vontade manter o cargo de deputado. No entanto, nunca mais participou no Plenário da Assembleia da República. No dia seguinte à sua retirada da candidatura, Maria da Assunção Esteves foi eleita para Presidente da Assembleia da República com 186 votos a favor, 41 votos em branco e 1 voto nulo.
Em 1 de julho de 2011, por carta enviada à Assembleia da República, renunciou ao cargo de deputado.
Em 6 de janeiro de 2012, em entrevista à SIC, Fernando Nobre assumiu pertencer à grande Loja do Oriente Lusitano, defendendo que os membros das lojas maçónicas se devem assumir como tal.

## Polémicas

### Gestão da AMI
Em 2010, foi revelada a ocupação de cargos dirigentes da Assistência Médica Internacional por parte de familiares de Fernando Nobre, então presidente e diretor-geral da AMI, a saber: a irmã, Leonor Nobre, era vice-presidente e diretora-geral adjunta, a mulher, Luísa Nemésio, era secretária-geral e diretora-geral-adjunta; os irmãos, Carlos e José Luís Nobre, eram vogais do conselho de administração. Em resposta, Fernando Nobre defendeu que os seus familiares eram apenas «uma dezena» em 200 colaboradores fixos e que lamentava que os pais não tivessem tido 50 filhos, o que teria contribuído ainda mais para o sucesso da AMI.
Foi revelado que, enquanto presidente da AMI, entidade cujo orçamento provinha em 20% de financiamento estatal, recebia um salário de cinco mil euros mensais. Fernando Nobre defendeu que, numa clínica privada, bastaria operar «duas próstatas por mês» para ganhar esse valor, recusando que o cargo fosse «um grande tacho».
Em 2023, foi revelado que a AMI, por sua via da sua elevada liquidez financeira e apesar de ter 30% das suas receitas provenientes do Estado e de entidades da Administração Pública, adquiriu diversas propriedades, como um prédio na Baixa de Lisboa e herdades no Alentejo, nomeadamente o Monte do Peral, em Évora. A AMI faturou em 2022 560 mil euros na exploração de hostels.

### Pandemia de COVID-19
Desde o início da pandemia do SARS-CoV-2, Fernando Nobre tem feito declarações negacionistas dessa mesma pandemia.
Em declarações à Agência Lusa em outubro de 2020, falando sobre a obrigatoriedade do uso de máscara na via pública, considerou a medida atentatória contra "os direitos humanos e constitucionais" e as "liberdades, direitos e garantias". Afirmou ainda que "não há nenhuma prova científica que comprove que essa medida agora proposta do uso obrigatório da máscara, inclusive ao ar livre, tenha algum impacto na transmissão de qualquer infeção viral" e alertou para os efeitos nocivos da quantidade de "partículas de dióxido de carbono no interior das máscaras". Ao Sol, falando acerca das eleições presidenciais de 2021, atípicas por decorrerem durante uma pandemia, defendeu que a campanha eleitoral deveria ser feita "normalmente, em contacto direto com as populações", classificando as decisões sanitárias do executivo como "manifestamente exageradas", com "consequências dramáticas em termos sociais, económicos, laborais culturais e democráticos".
Em 18 de novembro de 2020, Fernando Nobre foi entrevistado por Rui Unas no seu podcast Maluco Beleza, onde fez declarações demonstravelmente falsas sobre a COVID-19, entre as quais negando a possibilidade de infeção assintomática. Na sequência da resposta pública às declarações, Unas anunciou que decidiu retirar o segmento controverso da entrevista em que Nobre se refere à pandemia, para não ficar associado a "um negacionismo perigoso, demasiado perigoso sobretudo nesta fase".
Fernando Nobre surgiu em abril de 2021, num vídeo partilhado nas redes sociais virtuais, afirmando erroneamente que "a letalidade dessa doença [COVID-19] é a letalidade de uma gripe", e avançando dados imprecisos sobre os óbitos por gripe em Portugal. Na realidade, a letalidade da COVID-19 é superior à da gripe, tendo-se registado, àquela data, um número de óbitos duas vezes superior ao do pior período gripal registado em Portugal pelo Instituto Nacional de Saúde Doutor Ricardo Jorge em 1998-99.
No dia 11 de setembro de 2021, Fernando Nobre teve uma participação destacada numa manifestação contra o processo de vacinação que juntou dezenas de pessoas junto à Assembleia da República. Discursando, afirmou estar ali "por um imperativo de consciência", alegando que a definição de pandemia fora alterada pela Organização Mundial de Saúde para que "qualquer epidemia de gripe [passasse] a ser uma pandemia", negando a fiabilidade dos testes RT-PCR para diagnóstico de COVID-19 porque "93 a 97% são falsos positivos", atacando médicos que ganham mais por trabalharem nos covidários, e dizendo que teve Covid e que se curou com azitromicina, hidroxicloroquina e ivermectina. Todas estas asserções, já longamente discutidas ao longo da pandemia, são comprovadamente falsas. Fernando Nobre terá sugerido ainda que as medidas do governo para a contenção da pandemia teriam fins ditatoriais ("emprenhar o medo... um terror que vai de encontro a uma filosofia já muito antiga, de toda e qualquer ditadura"), comparando a atual situação à complacência da população alemã durante as atrocidades cometidas durante o Terceiro Reich. Durante essa mesma manifestação, a multidão percebeu que Eduardo Ferro Rodrigues, Presidente da Assembleia da República, estava a almoçar com a mulher num restaurante nas imediações, e, durante largos minutos, os manifestantes cercaram o restaurante e filmaram, insultaram e ameaçaram a segunda maior figura do Estado.
Em 21 de setembro de 2021 foi anunciado que, na sequência da apresentação de várias queixas relativas às suas declarações públicas acerca da COVID-19, foi aberto um processo disciplinar contra Fernando Nobre pelo Conselho Disciplinar Regional do Sul da Ordem dos Médicos. Nesse mesmo dia, Francisco George, ex-Diretor-Geral da Saúde, chamou à posição de Fernando Nobre de "absolutamente intolerável", considerando tratar-se de "atitudes incompreensíveis que um médico não pode ter".
Em janeiro de 2022, Fernando Nobre foi mandatário do partido político Alternativa Democrática Nacional para as eleições legislativas desse ano, juntamente com alguns dos rostos mais mediáticos do extinto grupo Médicos pela Verdade. O partido adotou uma atitude negacionista face à pandemia de COVID-19, cuja existência não foi reconhecida pelo líder partidário durante os debates na campanha eleitoral, tendo o seu programa eleitoral descrito as medidas de contenção da pandemia como "abusos de poder governamental", pretendendo abolir a possibilidade de confinamento de pessoa com doença contagiosa, acabar com a obrigatoriedade do uso de máscaras, a extinção do certificado digital de vacinação contra a COVID-19, e o fim da estratégia de testagem e vacinação comunitária contra a doença.

## Distinções

### Prémios
1.º Prémio da Associação Europeia de Urologia, Copenhaga, 1984[carece de fontes?]

### Condecorações[37]
- Medalha de Ouro de Direitos Humanos da Assembleia da República Portuguesa (? de ? de 19??)
- Grande-Oficial da Ordem do Mérito de Portugal (10 de Junho de 1991)
- ... da Ordem Nacional da Legião de Honra de França (? de ? de 19??)
- ... da Ordem de Nossa Senhora da Conceição de Vila Viçosa de Portugal (? de ? de 19??)[carece de fontes?]
- Grã-Cruz da Ordem Diocesana de São Tomé e Príncipe (? de ? de 19??)
- ... da Ordem Nacional do Leão do Senegal (? de ? de 19??)

- Cidadão de Honra de Cascais[carece de fontes?]
- Cidadão de Mérito de Portimão desde 1993[carece de fontes?]
- Cidadão Honorário de Vila Nova de Gaia[carece de fontes?]